# Chiesa di San Martino (Mantova)
La chiesa di San Martino, dedicata al santo vescovo di Tours, è situata in via Pomponazzo in un quartiere di Mantova un tempo detto di San Martino. Attualmente è aggregata alla parrocchia di Santa Maria della Carità.

## Storia
La chiesa fu edificata in epoca medievale subendo nel corso dei secoli successivi continue ristrutturazioni. La tradizione vuole che abbia avuto origine nell'anno 827, ma la prima datazione certa risale comunque al 1127. Era retta da un priore, titolo di derivazione monastica, in quanto dipendeva dall'Abbazia del Polirone di San Benedetto Po. Nel cinquecento era chiesa ad unica aula con quattro altari. L'attuale impronta barocca è dovuta all'architetto fiammingo Frans Geffels, che vi operò negli anni tra il 1680 e il 1693.
Per quattrocento anni, dalla fine del Cinquecento ai primi del Novecento, furono migliaia i lavoratori stagionali, e non solo, a scendere dalla Val Rendena, in Trentino, per svernare e lavorare come facchini al Porto Catena, come taglialegna e come segantini abilissimi a scolpire il legno proveniente dalle stesse valli trentine. Le donne ricoprivano il ruolo di serve e fantesche. Nel 1604, l'11 novembre, fu stipulato un accordo tra il vescovo di Mantova Francesco Gonzaga e abitanti di Pinzolo, in Val Rendena, ma residenti a Mantova. Fu concesso l'uso di un altare nella chiesa di San Martino, vicino all'altar maggiore, per le celebrazioni e un luogo di sepoltura utilizzato dai membri della comunità trentina fino al 1790. La chiesa di San Martino fu adibita a magazzino negli anni trenta del novecento e fu nuovamente consacrata al culto dopo l'ultima guerra mondiale.

## Architettura
La facciata si sviluppa verticalmente, a ordine unico gigante scandita da quattro lesene con elementi di stile barocco come conchiglie, mascheroni e cartigli.
La facciata barocca è caratterizzata da tre nicchie contenenti tre statue in stucco. In quella sopra il portale è raffigurato san Martino nell'atto di donare il mantello al povero, mentre nelle due nicchie laterali ci sono le statue di san Pietro con le chiavi del Paradiso e di san Paolo con la spada. Le statue furono collocate nelle nicchie nel settecento come previsto dall'architetto Geffels, che in questa chiesa volle essere seppellito. L'interno, stuccato in maniera barocca da Michele Costa, è decorato da una preziosa serie di dipinti, tra i quali spicca una tela di Gian Francesco Tura Madonna col Bambino e santi. Sono conservate in San Martino numerose altre tele anche provenienti dalle soppressioni napoleoniche di chiese, monasteri e ordini religiosi.

## Opere d'arte
Tra i dipinti conservati nella chiesa di San Martino si segnalano:
- Il soldato Martino divide il mantello col mendico di Ippolito Costa
- San Martino resuscita un bimbo di Luigi Niccolini
- un ciclo di quattro tele dei Santi e Beati mantovani posti sulle pareti laterali di Luigi Niccolini: Beata Osanna Andreasi, Beata Paola Montaldi, San Giovanni Bono e San Luigi Gonzaga
- Madonna col Bambino e santi di Gian Francesco Tura
- Madonna con Bambino, santʼAnna e san Giuseppe di Pietro Fabbri (1730)
- la tela ovale della Vergine Annunciata di Giovanni Canti
- Sacra Famiglia di Dionisio Mancini
- Santa Barbara di Carlo Mancini, padre di Dionisio
- Santa Maria Maddalena penitente di Teodoro Ghisi